# Rivière Saint-Paul
Der Rivière Saint-Paul (französisch; in Québec) oder St. Paul River (englisch; in Neufundland und Labrador) ist ein 161 km langer Fluss in den kanadischen Provinzen Québec und Neufundland und Labrador im äußersten Osten der Labrador-Halbinsel.

## Flusslauf
Sein Ursprung liegt in der Teilprovinz Labrador. Von dort fließt er in südlicher Richtung. Der Rivière Saint-Paul verläuft unweit des Grenzbereichs zwischen den Einzugsgebieten von Atlantischem Ozean und Sankt-Lorenz-Golf. Der Fluss mündet etwa 35 km westlich von Blanc-Sablon in die Baie des Esquimaux. Der gleichnamige Ort Rivière-Saint-Paul an der Mündung des Flusses gehört zur Gemeinde Bonne-Espérance. Sein Einzugsgebiet umfasst 7370 km², sein mittlerer Abfluss beträgt 165,9 m³/s.